# Ceardach
Ceardach är en obebodd ö i Loch Lomond, Stirling, Skottland, ägs av National Trust for Scotland. Ön är belägen 0,8 km från Inchcruin.